# Isco
Isco vagy teljes nevén Francisco Román Alarcón Suárez
(Benalmádena, Andalúzia, 1992. április 21. –) spanyol labdarúgó, a Real Betis játékosa.

## Pályafutása

### Klubcsapatokban

#### Valencia
Isco a Valencia CF ifjúsági csapatában játszott, 2010. november 10-én debütált az első csapatban az UD Logroñés ellen a 2010–11-es Király Kupában, amit megnyert a Valencia 4–1-re (7–1-es összesítésben). Korábban töltött egy teljes szezont a tartalék csapatban a Segunda División B-ben, 25 meccs alatt mindössze csak egyszer talált be. Ebben a szezonban esett ki a Mestalla a másodosztályból.

#### Málaga
A 2010–11-es szezonban alapembere volt a valenciai csapatának, összesen 29 meccsen 2475 percet játszott, és 14 gólt lőtt a szezonban, amivel segítette a csapatát újra feljutni a másodosztályba, majd egy 5 éves szerződést kötött a Málaga csapatával 6 millió euró átigazolási díj fejében. Isco élete első La Liga mérkőzését 2010. november 14-én játszotta a Getafe elleni 2–0-ra megnyert mérkőzésen, Aritz Aduriz cseréjeként kapott lehetőséget Unai Emery mestertől.
2011. november 21-én megszerezte első gólját a Racing de Santander ellen 3–1-re megnyert idegenbeli mérkőzésen. Egy héttel később ismét eredményes volt, a Villarreal elleni 2–1-re  megnyert hazai bajnokin. 32 bajnokin 5 gólt szerzett a bajnokságban.
2012. szeptember 18-án első Bajnokok Ligája mérkőzésén a Zenyit Szentpétervár ellen duplázott és megválasztották a mérkőzés emberének. December 22-én a Real Madrid ellen 3–2-re megnyert bajnoki mérkőzésen gólt szerzett. A Málaga ezzel a győzelemmel 29 év után nyert a Real Madrid ellen.

#### Real Madrid
2013. június 26-án a Real Madrid elnöke, Florentino Pérez bejelentette, hogy Isco a Királyi Gárda játékosa 27 millió euróért cserébe, ezzel Xabi Alonso mellett a legdrágább spanyol középpályás lesz a Real Madrid történelmében. A játékos 5 évre írt alá, bemutatása július 3-án került sor a Santiago Bernabéu Stadionban.
2013. augusztus 18-án debütált a bajnokságban a Real Betis ellen a 27. percben ugratta ki Karim Benzemát, a francia válogatott csatár a bal oldalról, nyolc méterről a hosszú sarokba bombázott, majd 1–1-es állásnál a 88. percben Marcelo bal oldalról adott középre, ahol lemaradtak a védők Iscóról, ő pedig az ötösről a hálóba fejelt kialakítva a 2–1-es győzelmet csapatának. Első szezonjában 53 hivatalos meccsen 11 gólt szerzett. 2014 május 24-én a Bajnokok Ligája döntőjében, az Atlético Madrid elleni 4–1-es győzelem során a portugáliai Lisszabonban az 59. percben küldte pályára Carlo Ancelotti vezetőedző.
A 2014–15-ös szezon első meccsén a Real Sociedad ellen kezdett. Új évadbeli első találatát az Almería elleni 4–1-es győzelem során jegyezte 2014. december 12-én. Teljesítménye miatt a francia Zinédine Zidanennal hasonlították össze. A 2015–16-os kiírás kezdete előtt 23-ról, 22-re cserélte mezszámát, amelyet korábban a Málagában viselt. 2015. november 21-én, amikor a Real 0–4-re kikapott a Barcelona otthonában az El Clásicóban, a 84. percben kiállították egy Neymar elleni szabálytalanság miatt. December 2-án kétszer is betalált, a 3–1-re nyert találkozón a Cádiz ellen a kupában. A 2016-os BL fináléban is csere volt és a 72. percben lépett csak pályára. Csapata 1–1-es döntetlen után, a büntetőpárbajban 5–4 arányban legyőzte az Atléticót.
A 2016–17-es bajnokságban 30-szor szerepelt, amikor a Real hódította el a La Liga-aranyérmet. A csapat bejutott a 2017-es Bajnokok Ligája döntőbe is, amelyet 4–1-re nyertek meg az olasz Juventus ellen. Itt kezdő volt és a 82. percben jött le a játéktérről, Marco Asensio javára.
2017. augusztus 8-án gólt szerzett az UEFA-szuperkupában, hozzájárulva a Real Madrid 2–1-es győzelméhez az angol Manchester United ellen. Teljesítményével kiérdemlte "A mérkőzés embere"-díjat is. 2017 szeptemberében új szerződést írt alá a Real Madriddal 2022 júniusáig. A 2018-as BL fináléban az ukrán Kijevben, 3–1 arányban Karim Benzema egy, illetve Gareth Bale duplájával diadalmaskodtak a Liverpool gárdája ellen.
A 2021–22-es évadban nem volt alapvető és meghatározó játékos Carlo Ancelotti rendszerében és sérülések is hátráltatták. Összesen supán 14-szer szerepelt a gárda mezében. 2022. május 30-án a hivatalos közösségi oldalán megerősítette, hogy kilenc év után elhagyja a "királyiakat". Pályafutása során 353 alkalommal játszott a Real szerelésében és összesen 53-szor volt eredményes.

#### Sevilla
2022. augusztus 7-én a Sevilla bejelentette, hogy a klub megállapodást kötött Isco szerződtetéséről, aki beleegyezett egy kétéves kontraktusba. Augusztus 19-én a Real Valledolid elleni 1–1-ben mutatkozott be a csapatban. 2022. december 21-én közös megegyezéssel szerződést bontottak a felek. Egy nappal később Jorge Sampaoli tréner azt nyilatkozta, hogy: "Isco nem felelt meg a klub elvárásainak".

#### Real Betis
2023. július 26-án egy szezonra aláírt a Real Betis csapatához.

### A válogatottban
Isco részt vett a 2009-es U17-es labdarúgó-világbajnokságon, ahol 3 gólt szerzett, valamint a torna harmadik helyén végeztek a válogatottal. A 2011-es U20-as labdarúgó-világbajnokságon 1 gólt szerzett. A 2012. évi nyári olimpián tagja volt az U23-as olimpiai keretnek.
A 2018-as világbajnokságra való felkészülési meccsek egyikén, Argentína ellen megszerezte első mesterhármasát a spanyol válogatott színeiben.

## Statisztikái

### Klubcsapatokban
2022. november 13-án lett frissítve.
| Klub             | Szezon           | Liga     | Liga | Kupa     | Kupa | Nemzetközi | Nemzetközi | Egyéb    | Egyéb | Összesen | Összesen |
| Klub             | Szezon           | Mérkőzés | Gól  | Mérkőzés | Gól  | Mérkőzés   | Gól        | Mérkőzés | Gól   | Mérkőzés | Gól      |
| ---------------- | ---------------- | -------- | ---- | -------- | ---- | ---------- | ---------- | -------- | ----- | -------- | -------- |
| Valencia         | 2010–2011        | 4        | 0    | 1        | 2    | 2          | 0          | 0        | 0     | 7        | 2        |
| Valencia         | Összesen         | 4        | 0    | 1        | 2    | 2          | 0          | 0        | 0     | 7        | 2        |
| Málaga           | 2011–2012        | 32       | 5    | 3        | 0    | 0          | 0          | 0        | 0     | 35       | 5        |
| Málaga           | 2012–2013        | 37       | 9    | 0        | 0    | 10         | 3          | 0        | 0     | 47       | 12       |
| Málaga           | Összesen         | 69       | 14   | 3        | 0    | 10         | 3          | 0        | 0     | 82       | 17       |
| Real Madrid      | 2013–2014        | 32       | 8    | 9        | 0    | 12         | 3          | 0        | 0     | 53       | 11       |
| Real Madrid      | 2014–2015        | 34       | 4    | 4        | 1    | 11         | 0          | 4        | 1     | 53       | 6        |
| Real Madrid      | 2015–2016        | 31       | 3    | 1        | 2    | 11         | 0          | —        | —     | 43       | 5        |
| Real Madrid      | 2016–2017        | 30       | 10   | 4        | 0    | 6          | 1          | 2        | 0     | 42       | 11       |
| Real Madrid      | 2017–2018        | 30       | 7    | 4        | 1    | 11         | 0          | 4        | 1     | 49       | 9        |
| Real Madrid      | 2018–2019        | 27       | 3    | 4        | 2    | 4          | 1          | 2        | 0     | 37       | 6        |
| Real Madrid      | 2019–2020        | 23       | 1    | 1        | 0    | 4          | 1          | 2        | 1     | 30       | 3        |
| Real Madrid      | 2020–2021        | 25       | 0    | 1        | 0    | 3          | 0          | 0        | 0     | 29       | 0        |
| Real Madrid      | 2021–2022        | 14       | 1    | 3        | 1    | 0          | 0          | 0        | 0     | 17       | 2        |
| Real Madrid      | Összesen         | 246      | 37   | 31       | 7    | 62         | 6          | 14       | 3     | 353      | 53       |
| Sevilla          | 2022–2023        | 12       | 0    | 1        | 0    | 6          | 1          | —        | —     | 19       | 1        |
| Sevilla          | Összesen         | 12       | 0    | 1        | 0    | 6          | 1          | —        | —     | 19       | 1        |
| Karrier összesen | Karrier összesen | 383      | 67   | 36       | 9    | 80         | 10         | 16       | 3     | 515      | 89       |

### A válogatottban
2019. június 10-én lett frissítve.
| Spanyolország | Spanyolország | Spanyolország | Spanyolország | Spanyolország |
| Évek          | Mérkőzés      | Gól           |               |               |
| ------------- | ------------- | ------------- | ------------- | ------------- |
| 2013          | 2             | 0             |               |               |
| 2014          | 4             | 1             |               |               |
| 2015          | 6             | 0             |               |               |
| 2016          | 5             | 1             |               |               |
| 2017          | 8             | 5             |               |               |
| 2018          | 11            | 5             |               |               |
| 2019          | 2             | 0             |               |               |
| 2025          | 1             | 0             |               |               |
| összesen      | 39            | 12            |               |               |

### Góljai a válogatottban
2018. szeptember 11-én lett frissítve.
| #   | Dátum                          | Helyszín                                             | Ellenfél         | Gólja | Eredmény | Verseny                  |
| --- | ------------------------------ | ---------------------------------------------------- | ---------------- | ----- | -------- | ------------------------ |
| 1.  | 15 November 2014. november 15. | Nuevo Colombino, Huelva, Spanyolország               | Fehéroroszország | 1–0   | 3–0      | 2016-os eb-selejtező     |
| 2.  | 2016. november 15.             | Wembley Stadion, London, Anglia                      | Anglia           | 2–2   | 2–2      | Barátságos mérkőzés      |
| 3.  | 2017. március 24.              | El Molinón, Gijón, Spanyolország                     | Izrael           | 4–1   | 4–1      | 2018-as vb-selejtező     |
| 4.  | 2017. szeptember 2.            | Santiago Bernabéu, Madrid, Spanyolország             | Olaszország      | 1–0   | 3–0      | 2018-as vb-selejtező     |
| 5.  | 2017. szeptember 2.            | Santiago Bernabéu, Madrid, Spanyolország             | Olaszország      | 2–0   | 3–0      | 2018-as vb-selejtező     |
| 6.  | 2017. szeptember 5.            | Rheinpark Stadion, Vaduz, Liechtenstein              | Liechtenstein    | 4–0   | 8–0      | 2018-as vb-selejtező     |
| 7.  | 2017. október 6.               | Estadio José Rico Pérez, Alicante, Spanyolország     | Albánia          | 2–0   | 3–0      | 2018-as vb-selejtező     |
| 8.  | 2018. március 27.              | Wanda Metropolitano Stadion, Madrid, Spanyolország   | Argentína        | 2–0   | 6–1      | Barátságos mérkőzés      |
| 9.  | 2018. március 27.              | Wanda Metropolitano Stadion, Madrid, Spanyolország   | Argentína        | 3–1   | 6–1      | Barátságos mérkőzés      |
| 10. | 2018. március 27.              | Wanda Metropolitano Stadion, Madrid, Spanyolország   | Argentína        | 6–1   | 6–1      | Barátságos mérkőzés      |
| 11. | 2018. június 25.               | Kalinyingrád Stadion, Kalinyingrád, Oroszország      | Marokkó          | 1–1   | 2–2      | 2018-as vb               |
| 12. | 2018. szeptember 11.           | Estadio Manuel Martínez Valero, Elche, Spanyolország | Horvátország     | 6–0   | 6–0      | 2018–2019-es NL (A liga) |

## Sikerei, díjai

### Klubcsapatokban
Real Madrid
- Spanyol bajnokság (3): 2016-2017, 2019-2020, 2021–2022
- Spanyol kupa (3): 2013–14
- Spanyol szuperkupa (2): 2017, 2019–20, 2021–22
- UEFA-bajnokok ligája (5): 2013–14, 2015–16, 2016–2017, 2017-18, 2021-22
- Európai szuperkupa (3): 2014, 2016, 2017
- FIFA-klubvilágbajnokság (4): 2014, 2016, 2017, 2018

### A válogatottban
Spanyol U17
- U17-es labdarúgó-világbajnokság bronzérmes: 2009

Spanyol U21
- U21-es labdarúgó-Európa-bajnokság győztes: 2013

### Egyéni
- La Liga – Az év felfedezettje: 2012
- Golden Boy-díj: 2012
- U21-es labdarúgó-Európa-bajnokság – Bronzcipő: 2013